# Xylotrechus difformis
Xylotrechus difformis är en skalbaggsart som beskrevs av Holzschuh 1983. Xylotrechus difformis ingår i släktet Xylotrechus och familjen långhorningar.
Artens utbredningsområde är Nepal. Inga underarter finns listade i Catalogue of Life.